# Daniel Ochefu
Daniel Ochefu (Baltimore, Maryland, 15 de diciembre de 1993) es un jugador de baloncesto estadounidense que pertenece a la plantilla del Al Jaish de la SBL de Siria. Con 2,11 metros de estatura, juega en la posición de ala-pívot.

## Trayectoria deportiva

### Universidad
Jugó cuatro temporadas con los Wildcats de la Universidad de Villanova, en las que promedió 7,2 puntos, 6,6 rebotes y 1,3 asistencias por partido. En 2016 colaboró en la victoria de su equipo en el Torneo de la NCAA.

### Profesional
Tras no ser elegido en el Draft de la NBA de 2016, disputó con los Washington Wizards las ligas de verano de la NBA. El 23 de septiembre firmó contrato con el equipo. Debutó el 27 de octubre ante los Atlanta Hawks, logrando un rebote en los cuatro minutos que disputó.
En septiembre de 2023 fue contratado por el Hsinchu Lioneers de la P.League+ de Taiwán, pero solamente disputó un partido con el equipo. En abril de 2024 reforzó al Bishrelt Metal de Mongolia en la Basketball Champions League Asia, y, tras la eliminación de los mongoles, se incorporó al Al Jaish de la SBL de Siria.

### Selección nacional
Ochefu disputó el Afrobasket 2017 con la selección de baloncesto de Nigeria, equipo que terminó como subcampeón del torneo. 

## Estadísticas de su carrera en la NBA

### Temporada regular
| Año     | Equipo     | PJ | PT | MPP | %TC  | %3P  | %TL  | RPP | APP | ROB | TPP | PPP |
| ------- | ---------- | -- | -- | --- | ---- | ---- | ---- | --- | --- | --- | --- | --- |
| 2016-17 | Washington | 19 | 0  | 3.9 | .444 | .000 | .000 | 1.2 | .2  | .1  | .0  | 1.3 |
| Total   | Total      | 19 | 0  | 3.9 | .444 | .000 | .000 | 1.2 | .2  | .1  | .0  | 1.3 |

### Playoffs
| Año   | Equipo     | PJ | PT | MPP | %TC  | %3P  | %TL  | RPP | APP | ROB | TPP | PPP |
| ----- | ---------- | -- | -- | --- | ---- | ---- | ---- | --- | --- | --- | --- | --- |
| 2017  | Washington | 4  | 0  | 1.3 | .000 | .000 | .000 | .3  | .0  | .0  | .0  | .0  |
| Total | Total      | 4  | 0  | 1.3 | .000 | .000 | .000 | .3  | .0  | .0  | .0  | .0  |